# Хлопок прибывает в Гарлем
«Хлопок прибывает в Гарлем» (англ. Cotton Comes to Harlem) — американский комедийный боевик Осси Дэвиса 1970 года. Ранний пример жанра блэксплотейшн. В главных ролях снялись Годфри Кэмбридж, Рэймонд Сейнт-Жак и Редд Фокс. Фильм снят по одноимённому роману Честера Хаймса. Заглавную песню фильма «Ain’t Now But It’s Gonna Be» написал Осси Дэвис, а исполнила её Мелба Мур.

## Сюжет
Ловкий мошенник Преподобный Дик О’Малли, желая показать свою безграничную любовь к местной общине Гарлема, организует митинг под лозунгом «Обратно в Африку», где собирает с доверчивых жителей деньги на строительство корабля. На митинг нападают неизвестные, которые похищают 87 000 долларов пожертвований. Двое гарлемских детективов «Могильщик» Джонс и «Гроб» Эд Джонсон устраивают погоню за грабителями. Во время погони из машины преступников выпадает тюк хлопка, но на него никто не обращает внимание. На деле же именно там грабителями были спрятаны деньги.
Хлопок привлекает внимание бродяги Дядюшки Бада. Сначала он продаёт этот тюк старьёвщику, но когда узнаёт, что там могут быть деньги, выкупает его обратно. В это время по Гарлему в поисках этих денег рыскает несколько конкурирующих банд. В конце концов, некий тюк хлопка находится в гарлемском театре, который используется там как реквизит. Денег в нём не оказывается, но детективам удаётся разоблачить алчность О’Малли. Затем детективы вежливо просят местного белого мафиози «пожертвовать» на нужды Гарлема 87 000 долларов, чтобы полиция могла вернуть деньги обманутым вкладчикам. Настоящие же похищенные деньги достаются Дядюшке Баду, который на них и переезжает жить в Африку.

## В ролях
- Годфри Кэмбридж — «Могильщик» Джонс
- Рэймонд Сейнт-Жак — «Гроб» Эд Джонсон
- Кэлвин Локхарт — Преподобный Дик О’Малли
- Джуди Паке — Айрис
- Редд Фокс — Дядюшка Бад
- Джон Андерсон — Брайс
- Хелен Мартин — сестра из церкви
- Кливон Литтл — Ло-Бой

## Критика
Винсент Кэнби из The New York Times отнёсся к фильму критически, отметив, что он ничего не говорит о реальной жизни чернокожих. Другие рецензии, разбирающие фильм как комедийный боевик, были более позитивными. Фильм пользовался успехом, стал ранним примером жанра блэксплотейшн. В 1972 году вышло продолжение под названием «Вернись, Чарлстон Блу».